# آمبولانس هوایی

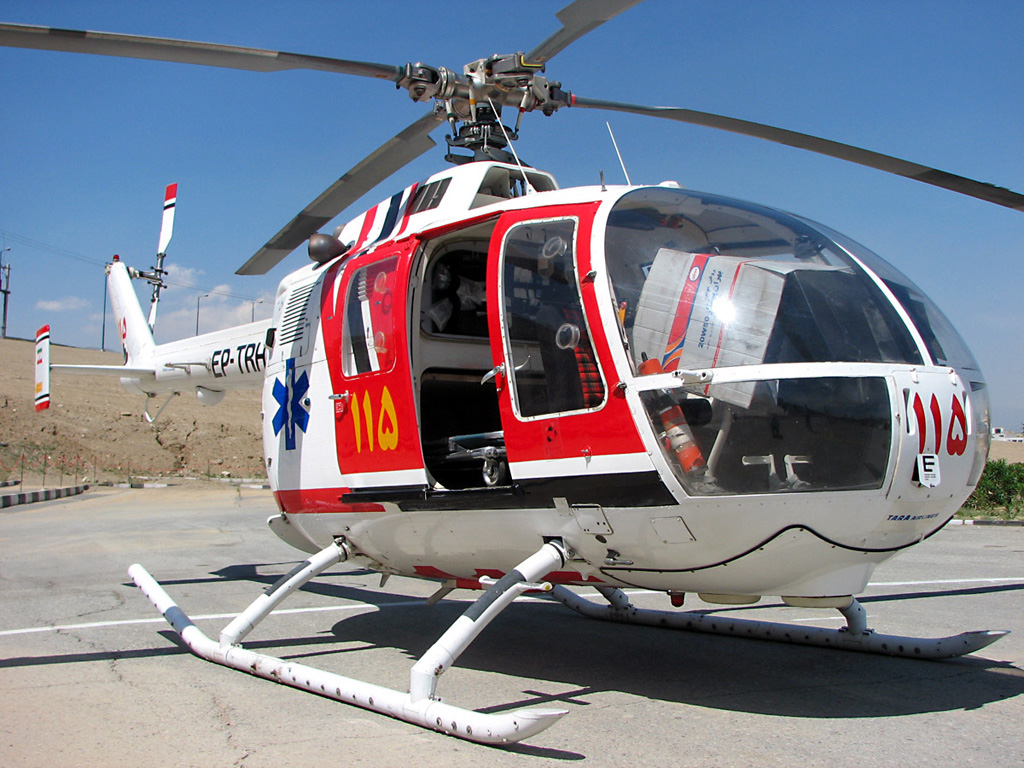
یک فروند ام‌بی‌بی بی‌او ۱۰۵ متعلق به مرکز مدیریت حوادث و فوریت‌های پزشکی تهران

آمبولانس هوایی (به انگلیسی: Air ambulance) نوعی وسیله نقلیه بخش اورژانس است که برای کمک‌های پزشکی فوری در شرایطی که آمبولانس بعلت عدم سرعت کافی یا دور بودن مسافت نمی‌تواند به به کمک بیمار بشتابد، از آن استفاده می‌شود. گروه کمکی آمبولانس هوایی، مجهز به وسایلی هستند که می‌توانند معالجه بیمار و فرد مجروح را تا رسیدن به بیمارستان به عهده بگیرند. این وسایل شامل دارو، دستگاه نوار قلب، دستگاه تنفس مصنوعی و برانکارد هستند. اغلب از آمبولانس هوایی جهت دسترسی به نقاط دور افتاده، سخت‌گذر یا دارای اهمیت زمانی استفاده می‌شود.
از هواپیماهای بدون سرنشین نیز می‌توان برای انتقال سریع خون، دارو و تجهیزات پزشکی به مناطق دور افتاده یا بیمارستان‌های دیگر بهره برد.

## نگارخانه

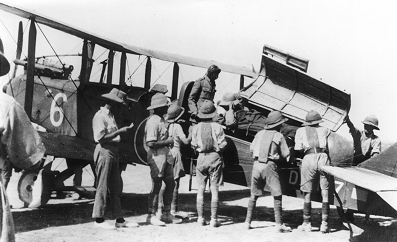
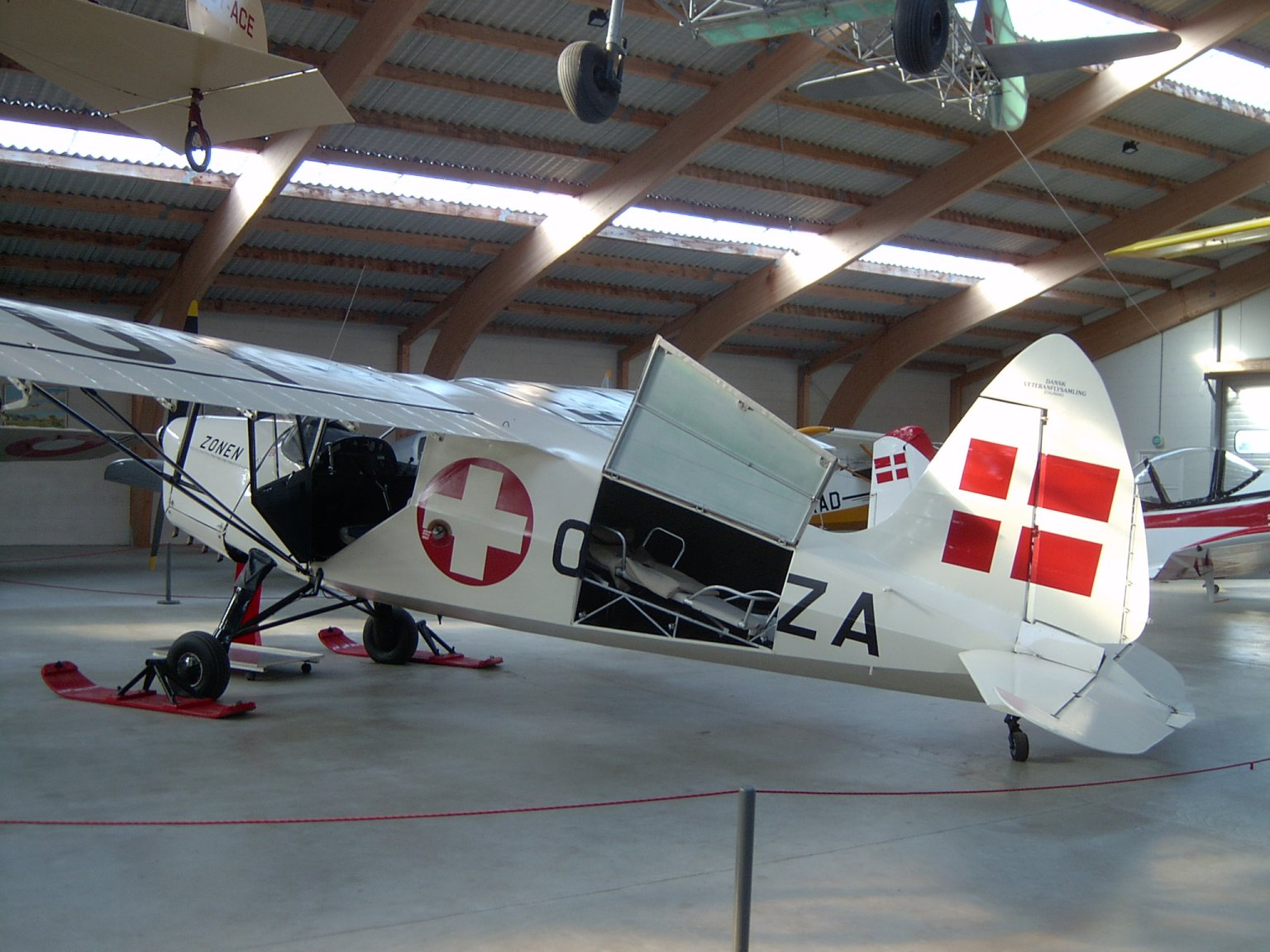
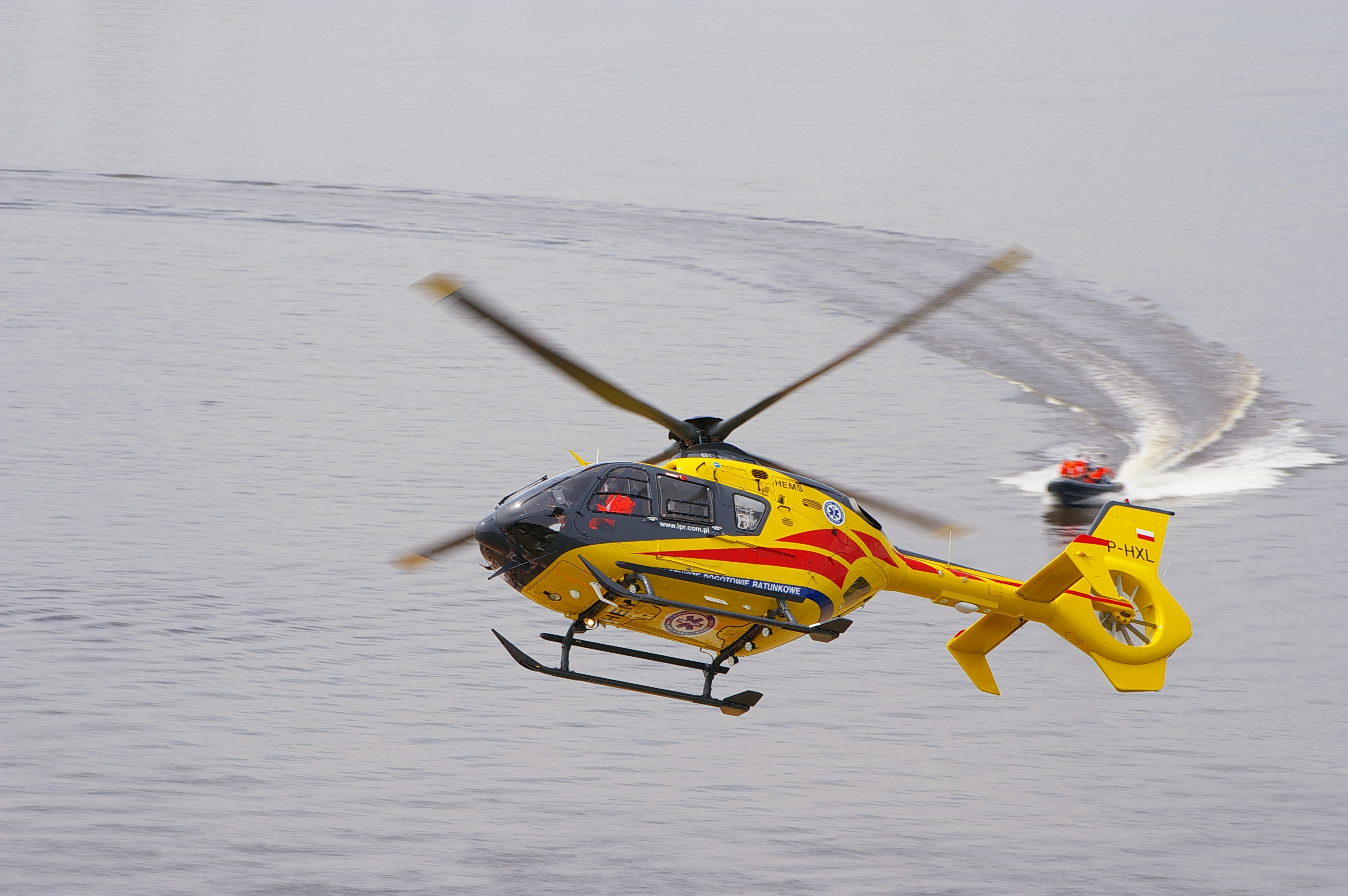
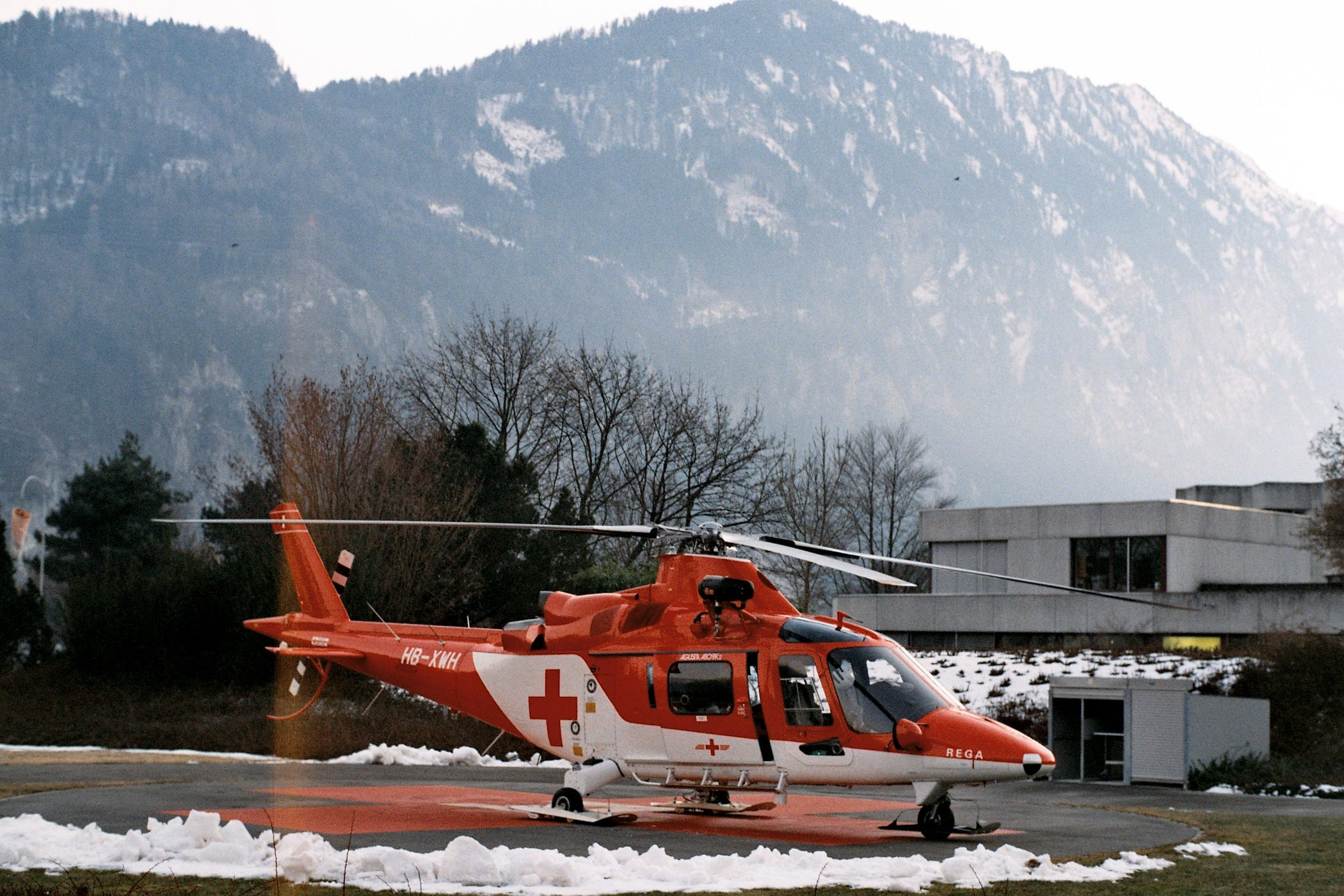
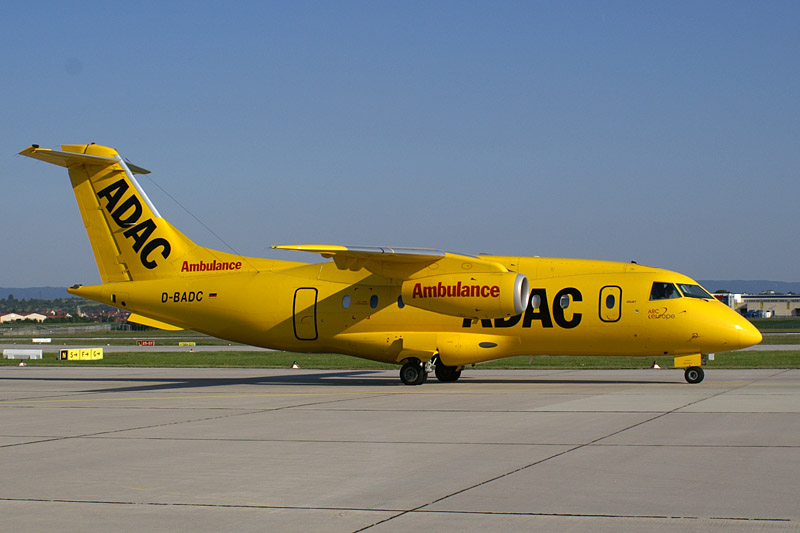